# قرية مارشفيلد (فيرمونت)
قرية مارشفيلد (بالإنجليزية: Marshfield (village), Vermont)‏ هي بلدة نيو إنجلاند تقع في الولايات المتحدة في Marshfield (town). يقدر عدد سكانها بـ 273 نسمة ومساحتها 0.7 كم2 وترتفع عن سطح البحر 243 متر.

## التركيبة السكانية
حدّد مكتب تعداد الولايات المتحدة بيانات التركيبة السكانية لقرية مارشفيلد في تعداد الولايات المتحدة. في ما يلي، التركيبة السكانية حسب تعدادي 2000 و2010.

### تعداد عام 2000
بلغ عدد سكان قرية مارشفيلد 262 نسمة بحسب تعداد عام 2000، وبلغ عدد الأسر 96 أسرة وعدد العائلات 72 عائلة مقيمة في القرية. في حين سجلت الكثافة السكانية 379.7 نسمة لكل كيلومتر مربع (983.4/ميل2). وبلغ عدد الوحدات السكنية 112 وحدة بمتوسط كثافة قدره 162.3 لكل كيلومتر مربع (420.4/ميل2).
وتوزع التركيب العرقي للقرية بنسبة 98.09% من البيض و0.38% من الأمريكيين ذوي الأصول الآسيوية و1.53% من عرقين مختلطين أو أكثر و0.76% من الهسبانيون أو اللاتينيون من أي عرق.
بلغ عدد الأسر 96 أسرة كانت نسبة 40.6% منها لديها أطفال تحت سن الثامنة عشر تعيش معهم، وبلغت نسبة الأزواج القاطنين مع بعضهم البعض 57.3% من أصل المجموع الكلي للأسر، ونسبة 13.5% من الأسر كان لديها معيلات من الإناث دون وجود شريك، بينما كانت نسبة 4.2% من الأسر لديها معيلون من الذكور دون وجود شريكة وكانت نسبة 25% من غير العائلات. تألفت نسبة 20.8% من أصل جميع الأسر من عدة أفراد يعيشون في نفس المنزل ونسبة 5.2% كانت تتألف من شخص يعيش بمفرده يبلغ من العمر 65 عاماً أو أكثر. وبلغ متوسط حجم الأسرة المعيشية 2.73، أما متوسط حجم العائلات فبلغ 3.10.
بلغ العمر الوسطي للسكان 32.7 عاماً. وكانت نسبة 27.5% من القاطنين تحت سن الثامنة عشر، وكانت نسبة 14.9% بين الثامنة عشر والرابعة والعشرين عاماً، ونسبة 26.7% كانت واقعةً في الفئة العمرية ما بين الخامسة والعشرين والرابعة والأربعين عاماً، ونسبة 21.4% كانت ما بين الخامسة والأربعين والرابعة والستين، ونسبة 9.5% كانت ضمن فئة الخامسة والستين عاماً فما فوق. يوجد لكل 100 أنثى 97.0 ذكر، ويوجد لكل 100 أنثى في الثامنة عشر من عمرها فما فوق 100.0 ذكر.
بلغ متوسط دخل الأسرة في القرية 43,542 دولارًا، أما متوسط دخل العائلة فبلغ 42,188 دولارًا. وكان متوسط دخل الذكور 31,000 دولارًا مقابل 24,375 دولارًا للإناث. وسجل دخل الفرد الخاص بالقرية 14,156 دولارًا. وكانت نسبة 9.2% من العائلات ونسبة 7% من السكان تحت خط الفقر، وكان من هؤلاء نسبة 9.4% تحت سن الثامنة عشر ونسبة 0% في الخامسة والستين من العمر وما فوق.

### تعداد عام 2010
بلغ عدد سكان قرية مارشفيلد 273 نسمة بحسب تعداد عام 2010، وبلغ عدد الأسر 106 أسرة وعدد العائلات 67 عائلة مقيمة في القرية. في حين سجلت الكثافة السكانية 395.7 نسمة لكل كيلومتر مربع (1,024.9/ميل2). وبلغ عدد الوحدات السكنية 118 وحدة بمتوسط كثافة قدره 171 لكل كيلومتر مربع (442.9/ميل2).
وتوزع التركيب العرقي للقرية بنسبة 95.60% من البيض و0.37% من الأمريكيين الأصليين و1.10% من الأمريكيين ذوي الأصول الآسيوية و2.93% من عرقين مختلطين أو أكثر و1.83% من الهسبانيون أو اللاتينيون من أي عرق.
بلغ عدد الأسر 106 أسرة كانت نسبة 34% منها لديها أطفال تحت سن الثامنة عشر تعيش معهم، وبلغت نسبة الأزواج القاطنين مع بعضهم البعض 47.2% من أصل المجموع الكلي للأسر، ونسبة 7.5% من الأسر كان لديها معيلات من الإناث دون وجود شريك، بينما كانت نسبة 8.5% من الأسر لديها معيلون من الذكور دون وجود شريكة وكانت نسبة 36.8% من غير العائلات. تألفت نسبة 26.4% من أصل جميع الأسر من عدة أفراد يعيشون في نفس المنزل ونسبة 7.5% كانت تتألف من شخص يعيش بمفرده يبلغ من العمر 65 عاماً أو أكثر. وبلغ متوسط حجم الأسرة المعيشية 2.58، أما متوسط حجم العائلات فبلغ 3.19.
بلغ العمر الوسطي للسكان 33.3 عاماً. وكانت نسبة 29.3% من القاطنين تحت سن الثامنة عشر، وكانت نسبة 6.6% بين الثامنة عشر والرابعة والعشرين عاماً، ونسبة 27.1% كانت واقعةً في الفئة العمرية ما بين الخامسة والعشرين والرابعة والأربعين عاماً، ونسبة 25.3% كانت ما بين الخامسة والأربعين والرابعة والستين، ونسبة 11.7% كانت ضمن فئة الخامسة والستين عاماً فما فوق. وتوزع التركيب الجنسي للسكان بنسبة 52% ذكور و48% إناث.